# Catedral de Oleksandrivsk
La catedral de Oleksandrivsk, también conocida como catedral de la Ascensión (en ucraniano: Свято-Вознесенський собор; en ruso: Свято-Вознесенский собор) es un edificio religioso de la iglesia ortodoxa ucraniana situado en Oleksandrivsk, óblast de Lugansk (Ucrania).

## Historia
La historia de la catedral se remonta a 1783, cuando a petición de los residentes del asentamiento Yuzbashivka (el entonces nombre de Oleksandrivsk), Kostiantín Yuzbash comenzó a construir una iglesia en este asentamiento. El 25 de marzo de 1791 el templo fue consagrado.
La iglesia de madera existió hasta 1840, cuando en su lugar se construyó una iglesia de ladrillo, que ha llegado hasta nuestros días.
En las décadas de 1920 y 1930, la catedral fue destruida, se robaron iconos y plata y se rompió el campanario. Después de 1937, la catedral siguió siendo la única iglesia activa en el territorio del actual óblast de Lugansk. A finales de 1940 la parroquia fue finalmente liquidada, pero restaurada a los pocos meses.  
En 1955, la iglesia fue incluida en la lista de edificios sagrados del óblast de Lugansk que las delegaciones extranjeras pueden visitar. Algunos de los íconos que se encuentran actualmente en la iglesia fueron guardados por creyentes durante la era comunista, y muchos fueron adquiridos durante el período de independencia. 

## Arquitectura
La catedral está en estilo neoclásico con elementos de los estilos neobizantino y neogótico. El edificio es de sección cuadrada, cruciforme, de cuatro columnas, de tres tronos, de siete tramos con un ábside cuadrado y una pequeña proyección en el lateral. La casa de baños central se construyó sobre un tambor cilíndrico, con baños decorativos en las esquinas. En el interior se conservan fragmentos de pinturas y molduras del siglo XIX. El edificio está rodeado por una cornisa, en cuya fachada sur se conservan bajorrelieves. Aproximadamente, a finales del siglo XIX, la iglesia estaba rodeada por una valla de ladrillo neogótica con pequeñas torres y cruces.